# Iwan Zawałykut
Iwan Zawałykut (ukr. Іван Якимович Заваликут; ur. 10 września 1884 lub 1886 w chutorze  Zawałykut koło wsi Czarnokońce Małe, zm. 21 marca 1975 w Syracuse) – ukraiński polityk, Hucuł, prawnik, działacz społeczny, poseł na Sejm Rzeczypospolitej Polskiej drugiej i czwartej kadencji (1928–1930 i 1935–1938).

## Życiorys
Był prawnikiem i kandydatem adwokackim. Po I wojnie światowej osiadł w Kopyczyńcach, pracował  jako adwokat. Był również przewodniczącym rady nadzorczej Powiatowego Sojuzu (spółdzielni) Kooperatyw (1923–1930), członkiem rady nadzorczej Ukrainbanku. Działał w Ukraińskim Zjednoczeniu Narodowo-Demokratycznym (UNDO), w którym był przewodniczącym komitetu powiatowego w Kołomyi. Mieszkał w Kołomyi od roku 1930, prowadził kancelarię adwokacką.
W wyborach parlamentarnych w 1928 wybrany na posła z listy nr 18 (Blok Mniejszości Narodowych) z okręgu nr 54 (Tarnopol). Należał do Ukraińsko-Białoruskiego Klubu Sejmowego. Po rozwiązaniu Sejmu we wrześniu 1930 roku w czasie kampanii wyborczej przed wyborami do Sejmu i Senatu w listopadzie 1930 roku (tzw. „wyborami brzeskimi”) na kilka miesięcy aresztowany.
W 1935 roku został posłem IV kadencji wybranym 61 223 głosami z listy państwowej w okręgu wyborczym nr 67 (powiaty: kołomyjski, horodeński, śniatyński i kosowski).
Podczas okupacji hitlerowskiej prowadził kancelarię adwokacką w Stanisławowie w domu przy ulicy Gubernatorskiej (dawna 3 Maja).
Wiosną 1944 roku wyemigrował do Niemiec, po II wojnie światowej w 1950 roku wyjechał do USA. Dalsze jego losy są nieznane.